# Мелён, Юг де
Юг де Мелён (фр. Hugues de Melun; ок. 1454 — 27 ноября 1524, Аррас), бургграф (виконт) Гентский — государственный деятель Габсбургских Нидерландов.

## Биография
Второй сын Жана V де Мелёна, бургграфа Гентского, сеньора д'Антуан и д'Эпинуа, и Марии де Саарбрюккен-Руси-Коммерси, внук Жана IV де Мелёна.
Наследственный бургграф Гентский, сеньор Хёсдена, Комона, Каранси, Обиньи и Бюкуа-ан-Артуа, барон де Рони.
Оказал значительные услуги Максимилиану Габсбургу во время борьбы с фламандским восстанием. В 1485 году внезапным нападением отобрал у гентцев Ауденарде.
Посвящён в рыцари Максимилианом после церемонии коронации римским королём в Ахене 9 апреля 1486, вместе с Гийомом де Кроем, сеньором де Шьевром, бароном Шарлем де Лаленом и другими сеньорами.
В 1492 году был губернатором Дендермонде, когда гентцы направили отряд, чтобы захватить этот город с помощью измены. Юг де Мелён сумел упредить их действия, атаковал, перебил 160 человек, 14 приказал утопить, а остальных взял в плен, получив за них впоследствии значительный выкуп. В том же году участвовал в подписании мирного договора, завершившего войну Максимилиана с Гентом.
В 1491 году на капитуле в Мехелене принят в рыцари ордена Золотого руна
В 1501 году сопровождал Филиппа Красивого и инфанту Хуану в поездке в Испанию.
Был советником и камергером Карла V, и губернатором Арраса.
Незадолго до смерти, 12 ноября 1524 произвел раздел владений между детьми. Погребен в церкви Сен-Жан-де-Ронвиль в Аррасе.

## Семья
Жена (15.10.1495): Йоханна ван Хорн (1485—1534), дама де Бримё, дочь Арнольда ван Хорна, сеньора Гасбека, и Маргериты де Монморанси
Дети:
- Жан де Мелён (ум. 05.1559), бургграф Гентский. Жена (31.01.1525): Элизабет фон Вальдек (8.05.1506—1562), дочь Филиппа III фон Вальдека, графа фон Вальдек-Эльсенберг, и Адельхейд фон Хойя
- Маргерита де Мелён, дама де Фрессенвей. Муж (29.10.1518): Антуан д'Айи (ум. 1548), видам Амьенский
- Онорина де Мелён (1508—1590), дама де Руненберг. Муж (35.11.1523): Жан де Жош де Мастен, сеньор де Эримес
- Анна де Мелён (ум. ок. 13.10.1539/1540), дама де Рони. Муж (19.06.1529): Жан IV де Бетюн (ум. 1554), сеньор де Обуа, барон де Бе
- Адриенна де Мелён (ум. 19.10.1551), монахиня